# Dr. Demento
Dr. Demento, właściwie Barry Hansen (ur. 2 kwietnia 1941 w Minneapolis) – amerykański etnomuzykolog i osobowość radiowa.

## Życiorys
W 1971 roku ukończył studia magisterskie z zakresu etnomuzykologii na Uniwersytecie Kalifornijskim w Los Angeles.
W latach 70. pracował jako DJ, jednocześnie prowadził Dr. Demento Show – program radiowy z utworami muzycznymi. Jego transmisja rozpoczęła się w październiku 1970 roku, jednak ogólnokrajowy zasięg osiągnął w lipcu 1974 roku; pierwsze osiem audycji trwało przez godzinę, następnie program został wydłużony do dwóch godzin. W 2010 roku zaprzestano transmisji programu Dr. Demento Show, następnie Hansen prowadził programy Dr. Demento's Shot Of The Day oraz Dr. Demento Covered in Punk.

## Upamiętnienie
Został wprowadzony do Comedy Music Hall of Fame (11 lipca 2005), Radio Hall of Fame (listopad 2009) i Oregon Music Hall of Fame (2014).